# Mae shika mukanee
„Mae shika mukanee” (jap. 前しか向かねえ) – trzydziesty piąty singel japońskiego zespołu AKB48, wydany w Japonii 26 lutego 2014 roku przez You! Be Cool.
Singel został wydany w siedmiu edycjach: trzech regularnych i trzech limitowanych (Type A, Type B, Type C) oraz „teatralnej” (CD). Osiągnął 1 pozycję w rankingu Oricon i pozostał na liście przez 22 tygodnie, sprzedał się w nakładzie 1 153 906 egzemplarzy. Singel zdobył status płyty Milion.

## Lista utworów
Wszystkie utwory zostały napisane przez Yasushiego Akimoto.

### Type A
| CD  |                                                                            |                                                                      |                                                                      |      |
| Nr  | Tytuł                                                                      | Kompozycja                                                           | Aranżacja                                                            | Czas |
| 1.  | „Mae shika mukanee” (jap. 前しか向かねえ)                                  | Yasuyuki Kojō                                                        | Yūsuke Itagaki                                                       | 4:20 |
| 2.  | „Kinō yori motto suki” (jap. 昨日よりもっと好き) (wyk. Smiling Lions)      | Makoto Wakatabe                                                      | Makoto Wakatabe                                                      | 4:09 |
| 3.  | „Kimi no uso o shitteita” (jap. 君の嘘を知っていた) (wyk. Beauty Giraffes) | Hiroshi Sasaki                                                       | Hiroshi Sasaki                                                       | 3:58 |
| 4.  | „Mae shika mukanee” (jap. 前しか向かねえ) (off vocal version)              | Yasuyuki Kojō                                                        | Yūsuke Itagaki                                                       | 4:20 |
| 5.  | „Kinō yori motto suki” (jap. 昨日よりもっと好き) (off vocal version)       | Makoto Wakatabe                                                      | Makoto Wakatabe                                                      | 4:09 |
| 6.  | „Kimi no uso o shitteita” (jap. 君の嘘を知っていた) (off vocal version)    | Hiroshi Sasaki                                                       | Hiroshi Sasaki                                                       | 3:58 |
| DVD |                                                                            |                                                                      |                                                                      |      |
| Nr  | Tytuł                                                                      | Tytuł                                                                | Tytuł                                                                | Czas |
| 1.  | „Mae shika mukanee” (jap. 前しか向かねえ) (Music Video)                    | „Mae shika mukanee” (jap. 前しか向かねえ) (Music Video)              | „Mae shika mukanee” (jap. 前しか向かねえ) (Music Video)              |      |
| 2.  | „Mae shika mukanee” (jap. 前しか向かねえ) (Music Video -Dance ver.-)       | „Mae shika mukanee” (jap. 前しか向かねえ) (Music Video -Dance ver.-) | „Mae shika mukanee” (jap. 前しか向かねえ) (Music Video -Dance ver.-) |      |
| 3.  | „Kinō yori motto suki” (jap. 昨日よりもっと好き) (Music Video)             | „Kinō yori motto suki” (jap. 昨日よりもっと好き) (Music Video)       | „Kinō yori motto suki” (jap. 昨日よりもっと好き) (Music Video)       |      |
| 4.  | „Kimi no uso o shitteita” (jap. 君の嘘を知っていた) (Music Video)          | „Kimi no uso o shitteita” (jap. 君の嘘を知っていた) (Music Video)    | „Kimi no uso o shitteita” (jap. 君の嘘を知っていた) (Music Video)    |      |
| 5.  | „Nakamari Channel” (jap. ナカマリちゃんねる)                               | „Nakamari Channel” (jap. ナカマリちゃんねる)                         | „Nakamari Channel” (jap. ナカマリちゃんねる)                         |      |

### Type B
| CD  |                                                                       |                                                                      |                                                                      |      |
| Nr  | Tytuł                                                                 | Kompozycja                                                           | Aranżacja                                                            | Czas |
| 1.  | „Mae shika mukanee” (jap. 前しか向かねえ)                             | Yasuyuki Kojō                                                        | Yūsuke Itagaki                                                       | 4:20 |
| 2.  | „Kinō yori motto suki” (jap. 昨日よりもっと好き) (wyk. Smiling Lions) | Makoto Wakatabe                                                      | Makoto Wakatabe                                                      | 4:09 |
| 3.  | „Himitsu no Diary” (jap. 秘密のダイアリー) (wyk. Baby Elephants)      | Hiroshi Sasaki                                                       | Hiroshi Sasaki                                                       | 4:39 |
| 4.  | „Mae shika mukanee” (jap. 前しか向かねえ) (off vocal ver.)            | Yasuyuki Kojō                                                        | Yūsuke Itagaki                                                       | 4:20 |
| 5.  | „Kinō yori motto suki” (jap. 昨日よりもっと好き) (off vocal ver.)     | Makoto Wakatabe                                                      | Makoto Wakatabe                                                      | 4:09 |
| 6.  | „Himitsu no Diary” (jap. 秘密のダイアリー) (off vocal ver.)           | Hiroshi Sasaki                                                       | Hiroshi Sasaki                                                       | 4:39 |
| DVD |                                                                       |                                                                      |                                                                      |      |
| Nr  | Tytuł                                                                 | Tytuł                                                                | Tytuł                                                                | Czas |
| 1.  | „Mae shika mukanee” (jap. 前しか向かねえ) (Music Video)               | „Mae shika mukanee” (jap. 前しか向かねえ) (Music Video)              | „Mae shika mukanee” (jap. 前しか向かねえ) (Music Video)              |      |
| 2.  | „Mae shika mukanee” (jap. 前しか向かねえ) (Music Video -Dance ver.-)  | „Mae shika mukanee” (jap. 前しか向かねえ) (Music Video -Dance ver.-) | „Mae shika mukanee” (jap. 前しか向かねえ) (Music Video -Dance ver.-) |      |
| 3.  | „Kinō yori motto suki” (jap. 昨日よりもっと好き) (Music Video)        | „Kinō yori motto suki” (jap. 昨日よりもっと好き) (Music Video)       | „Kinō yori motto suki” (jap. 昨日よりもっと好き) (Music Video)       |      |
| 4.  | „Himitsu no Diary” (jap. 秘密のダイアリー) (Music Video)              | „Himitsu no Diary” (jap. 秘密のダイアリー) (Music Video)             | „Himitsu no Diary” (jap. 秘密のダイアリー) (Music Video)             |      |
| 5.  | „Hirata Rina no London Report” (jap. 平田梨奈のロンドンレポート)      | „Hirata Rina no London Report” (jap. 平田梨奈のロンドンレポート)     | „Hirata Rina no London Report” (jap. 平田梨奈のロンドンレポート)     |      |

### Type C
| CD  |                                                                       |                                                                      |                                                                      |      |
| Nr  | Tytuł                                                                 | Kompozycja                                                           | Aranżacja                                                            | Czas |
| 1.  | „Mae shika mukanee” (jap. 前しか向かねえ)                             | Yasuyuki Kojō                                                        | Yūsuke Itagaki                                                       | 4:20 |
| 2.  | „Kinō yori motto suki” (jap. 昨日よりもっと好き) (wyk. Smiling Lions) | Makoto Wakatabe                                                      | Makoto Wakatabe                                                      | 4:09 |
| 3.  | „KONJO” (wyk. Talking Chimpanzees)                                    | Akira Awazu                                                          | Yūichi "Masa" Nonaka                                                 | 4:09 |
| 4.  | „Mae shika mukanee” (jap. 前しか向かねえ) (off vocal ver.)            | Yasuyuki Kojō                                                        | Yūsuke Itagaki                                                       | 4:20 |
| 5.  | „Kinō yori motto suki” (jap. 昨日よりもっと好き) (off vocal ver.)     | Makoto Wakatabe                                                      | Makoto Wakatabe                                                      | 4:09 |
| 6.  | „KONJO” (off vocal ver.)                                              | Akira Awazu                                                          | Yūichi "Masa" Nonaka                                                 | 4:09 |
| DVD |                                                                       |                                                                      |                                                                      |      |
| Nr  | Tytuł                                                                 | Tytuł                                                                | Tytuł                                                                | Czas |
| 1.  | „Mae shika mukanee” (jap. 前しか向かねえ) (Music Video)               | „Mae shika mukanee” (jap. 前しか向かねえ) (Music Video)              | „Mae shika mukanee” (jap. 前しか向かねえ) (Music Video)              |      |
| 2.  | „Mae shika mukanee” (jap. 前しか向かねえ) (Music Video -Dance ver.-)  | „Mae shika mukanee” (jap. 前しか向かねえ) (Music Video -Dance ver.-) | „Mae shika mukanee” (jap. 前しか向かねえ) (Music Video -Dance ver.-) |      |
| 3.  | „Kinō yori motto suki” (jap. 昨日よりもっと好き) (Music Video)        | „Kinō yori motto suki” (jap. 昨日よりもっと好き) (Music Video)       | „Kinō yori motto suki” (jap. 昨日よりもっと好き) (Music Video)       |      |
| 4.  | „KONJO” (Music Video)                                                 | „KONJO” (Music Video)                                                | „KONJO” (Music Video)                                                |      |
| 5.  | „Tentōmu Chu! In Hawaii” (jap. てんとうむChu ! In ハワイ)             | „Tentōmu Chu! In Hawaii” (jap. てんとうむChu ! In ハワイ)            | „Tentōmu Chu! In Hawaii” (jap. てんとうむChu ! In ハワイ)            |      |

### Wer. teatralna
| CD |                                                                       |                 |                 |      |
| Nr | Tytuł                                                                 | Kompozycja      | Aranżacja       | Czas |
| 1. | „Mae shika mukanee” (jap. 前しか向かねえ)                             | Yasuyuki Kojō   | Yūsuke Itagaki  | 4:20 |
| 2. | „Kinō yori motto suki” (jap. 昨日よりもっと好き) (wyk. Smiling Lions) | Makoto Wakatabe | Makoto Wakatabe | 4:09 |
| 3. | „Koi to ka...” (jap. 恋とか…)                                         | Makoto Wakatabe | Makoto Wakatabe | 4:39 |
| 4. | „Mae shika mukanee” (jap. 前しか向かねえ) (off vocal version)         | Yasuyuki Kojō   | Yūsuke Itagaki  | 4:20 |
| 5. | „Kinō yori motto suki” (jap. 昨日よりもっと好き) (off vocal version)  | Makoto Wakatabe | Makoto Wakatabe | 4:09 |
| 6. | „Koi to ka...” (jap. 恋とか…) (off vocal version)                     | Makoto Wakatabe | Makoto Wakatabe | 4:39 |

## Skład zespołu
| „Mae shika mukanee” |
| --- |
| - AKB48 Team A: Rina Kawaei, Minami Takahashi, Yui Yokoyama, Mayu Watanabe - AKB48 Team K: Yūko Ōshima (środek) - AKB48 Team B: Yuki Kashiwagi, Haruna Kojima, Haruka Shimazaki - AKB48 Team 4: Mako Kojima, Minami Minegishi - SKE48 Team S / AKB48 Team K: Jurina Matsui - SKE48 Team KII: Akari Suda - SKE48 Team E: Rena Matsui - NMB48 Team N: Sayaka Yamamoto - NMB48 Team N / AKB48 Team B: Miyuki Watanabe - HKT48 Team H: Rino Sashihara |

| „Kinō yori motto suki” |
| --- |
| - AKB48 Team A: Anna Iriyama - AKB48 Team B: Rena Katō - AKB48 Team 4: Nana Okada (środek), Miki Nishino - AKB48 Kenkyūsei: Nana Owada - SKE48 Team S: Yuria Kizaki - SKE48 Team E: Kanon Kimoto - SKE48 Kenkyūsei: Ryōha Kitagawa - NMB48 Team N: Miru Shiroma - NMB48 Team M / AKB48 Team A: Fūko Yagura - NMB48 Team BII: Shū Yabushita - NMB48 Kenkyūsei: Nagisa Shibuya - HKT48 Team H: Sakura Miyawaki - HKT48 Team H / AKB48 Team A: Haruka Kodama - HKT48 Kenkyūsei: Meru Tashima, Mio Tomonaga |

| „Kimi no uso o shitteita” |
| --- |
| - AKB48 Team A: Ayaka Kikuchi, Sumire Satō - AKB48 Team K: Mariya Nagao (środek), Maria Abe, Rie Kitahara, Asuka Kuramochi, Shihori Suzuki, Nana Fujita, Ami Maeda, Tomu Mutō - AKB48 Team B: Reina Fujie - AKB48 Team 4: Mitsuki Maeda, Shinobu Mogi - SKE48 Team E / AKB48 Team K: Nao Furuhata - NMB48 Team N: Kei Jōnishi, Akari Yoshida - HKT48 Team H: Natsumi Matsuoka, Madoka Moriyasu - JKT48 Team J / AKB48 Team K: Rena Nozawa - JKT48 Team J / AKB48 Team B: Aki Takajō |

| „Himitsu no Diary” |
| --- |
| - AKB48 Team A: Juri Takahashi (środek), Ryōka Ōshima, Marina Kobayashi, Yukari Sasaki, Yūka Tano - AKB48 Team B: Miyū Ōmori, Miyu Takeuchi - AKB48 Team B / NMB48 Team N: Miori Ichikawa - AKB48 Team 4: Moe Aigasa, Ayana Shinozaki, Yuiri Murayama - AKB48 Kenkyūsei: Mion Mukaichi - SKE48 Team KII: Mizuho Yamada - SKE48 Team E: Rion Azuma - NMB48 Team N: Rina Kondō - NMB48 Team BII: Yūri Ōta - HKT48 Team H: Chihiro Anai, Aika Ōta, Aoi Motomura - HKT48 Kenkyūsei: Yuka Akiyoshi, Nako Yabuki |

| „KONJO” |
| --- |
| - AKB48 Team A: Karen Iwata - AKB48 Team K: Haruka Shimada - AKB48 Team B: Mariko Nakamura (środek), Misaki Iwasa, Ayaka Umeda, Shizuka Ōya, Suzuran Yamauchi - AKB48 Team B / SKE48 Team KII: Mina Ōba - AKB48 Team 4: Saho Iwatate, Yurina Takashima - SKE48 Team KII: Aya Shibata, Akane Takayanagi, Airi Furukawa - SKE48 Kenkyūsei: Kaori Matsumura - NMB48 Team N: Mayu Ogasawara, Riho Kotani - NMB48 Team M: Nana Yamada - HKT48 Team H: Chiyori Nakanishi, Anna Murashige - HKT48 Kenkyūsei: Kanna Okada, Marika Tani |

| „Koi to ka...” |
| --- |
| - AKB48 Team A: Rina Izuta, Sakiko Matsui, Ayaka Morikawa - AKB48 Team K: Mayumi Uchida, Kana Kobayashi, Rina Chikano, Chisato Nakata, Miho Miyazaki - AKB48 Team B: Haruka Ishida, Haruka Katayama, Natsuki Kojima, Miku Tanabe, Wakana Natori, Misato Nonaka - AKB48 Team 4: Natsuki Uchiyama, Ayano Umeta, Ayaka Okada, Saki Kitazawa, Hikari Hashimoto - AKB48 Kenkyuusei: Manami Ichikawa, Rio Ōkawa, Haruka Komiyama, Kiara Satō, Makiho Tatsuya, Mizuki Tsuchiyasu, Seina Fukuoka, Ami Yumoto - SNH48 Team SII / AKB48 Team A: Suzuki Mariya |

## Notowania
| Lista                             | Pozycja |
| --------------------------------- | ------- |
| Oricon Weekly Singles Chart       | 1       |
| Oricon Yearly Singles Chart       | 3       |
| Billboard Japan Hot 100           | 1       |
| Billboard Japan Hot Singles Sales | 1       |

## Wersja JKT48
Grupa JKT48 wydała własną wersję piosenki jako trzynasty singel. Ukazał się 1 czerwca 2016 roku w dwóch edycjach: regularnej (CD+DVD) i „Music Download Card”.

### Lista utworów
Wer. regularna
| CD  |                                                                          |                                                           |      |
| Nr  | Tytuł                                                                    | Oryginalna piosenka                                       | Czas |
| 1.  | „Hanya Lihat ke Depan -Mae Shika Mukanee-”                               | „Mae shika mukanee”                                       |      |
| 2.  | „Tidak Boleh Pelukan -Dakishimecha Ikenai-”                              | „Dakishimecha ikenai”                                     |      |
| 3.  | „Cinta Tak Berbalas Finally -Kataomoi Finally-”                          | „Kataomoi Finally”                                        |      |
| 4.  | „Beloklah ke Kanan! -Migi He Magare!-”                                   | „Migi e magare!”                                          |      |
| 5.  | „Larilah! Penguin -Hashire! Penguin-”                                    | „Hashire! Penguin”                                        |      |
| 6.  | „Hanya Lihat ke Depan -Always Looking Straight Ahead-” (English Version) | „Mae shika mukanee”                                       |      |
| DVD |                                                                          |                                                           |      |
| Nr  | Tytuł                                                                    | Tytuł                                                     | Czas |
| 1.  | „Hanya Lihat ke Depan -Mae Shika Mukanee-” (Music Video)                 | „Hanya Lihat ke Depan -Mae Shika Mukanee-” (Music Video)  |      |
| 2.  | „Tidak Boleh Pelukan -Dakishimecha Ikenai-” (Music Video)                | „Tidak Boleh Pelukan -Dakishimecha Ikenai-” (Music Video) |      |

Wer. „Music Download Card”
| Nr | Tytuł                                                                    | Oryginalna piosenka   | Czas |
| -- | ------------------------------------------------------------------------ | --------------------- | ---- |
| 1. | „Hanya Lihat ke Depan -Mae Shika Mukanee-”                               | „Mae shika mukanee”   |      |
| 2. | „Tidak Boleh Pelukan -Dakishimecha Ikenai-”                              | „Dakishimecha ikenai” |      |
| 3. | „Hanya Lihat ke Depan -Always Looking Straight Ahead-” (English Version) | „Mae shika mukanee”   |      |

## Inne wersje
- Indonezyjska grupa JKT48, wydała własną wersję piosenki „Kinō yori motto suki” na dziewiątym singlu Pareo wa Emerald w 2015 roku.